# El Rourell

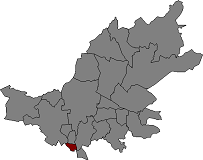
Położenie gminy na mapie comarki Alt Camp.

El Rourell – gmina w Hiszpanii,  w Katalonii, w prowincji Tarragona, w comarce Alt Camp.
Powierzchnia gminy wynosi 2,32 km². Zgodnie z danymi INE, w 2005 roku liczba ludności wynosiła 376, a gęstość zaludnienia 162,07 osoby/km². Wysokość bezwzględna gminy równa jest 114 metrów. Współrzędne geograficzne gminy to 41°13'31"N, 1°13'8"E.